# Philip Beale

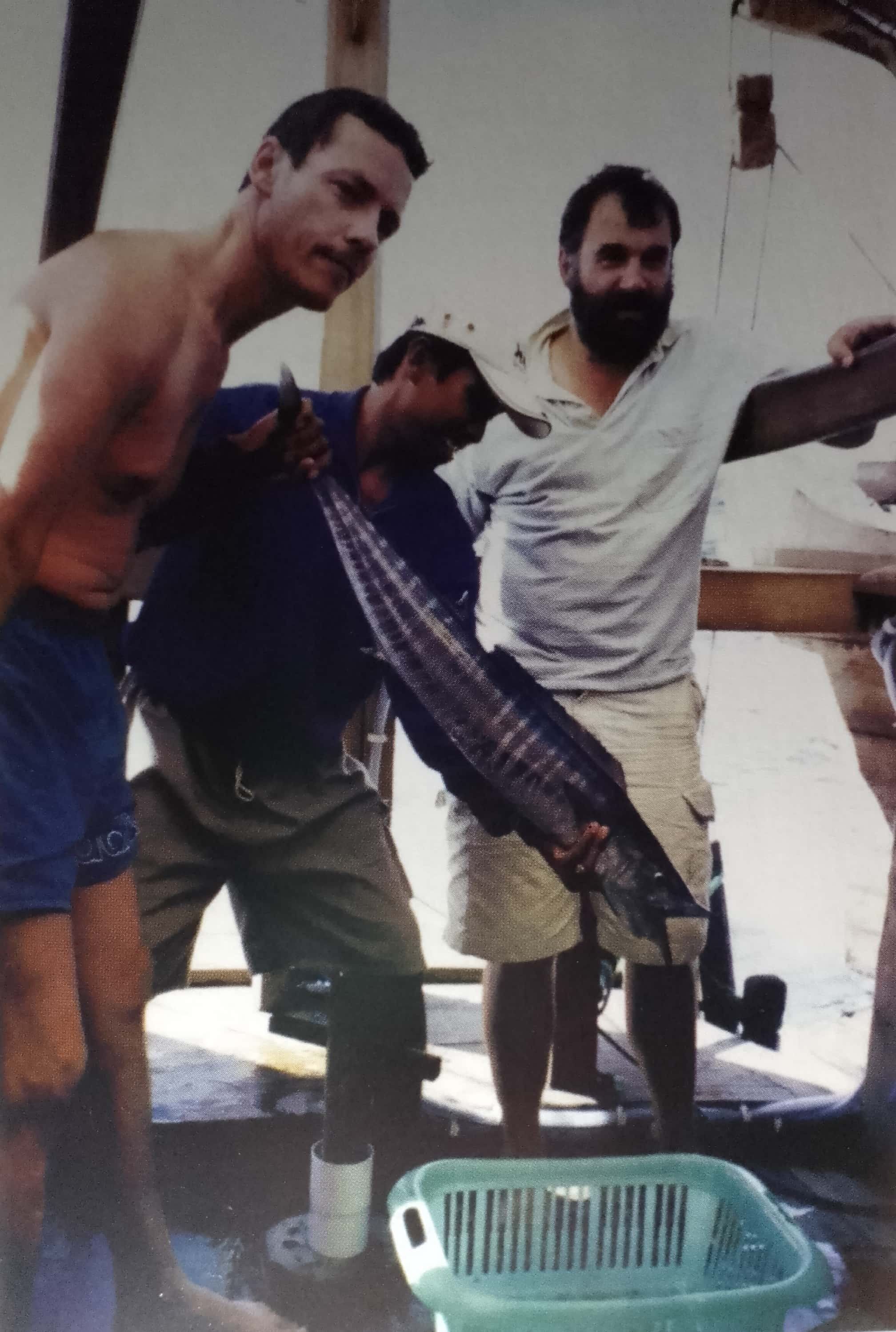
Beale (rechts) op de Samudra Raksa.

Philip Beale is een Brits ondernemer, zeiler, avonturier en expeditieleider onder meer bekend van zeilexpedities met een Indonesisch en twee Fenicische replica schepen. 

## Levensloop
In 1979, op 18-jarige leeftijd, nam hij deel aan zijn eerste zee-expeditie. Operation Drake voer van Fiji naar Papoea-Nieuw-Guinea. Hierna ontwikkelde hij een sterke interesse in Aziatische, Afrikaanse en Midden-Oosterse culturen. In 1982  gradueerde hij in politieke wetenschappen aan de universiteit van Hull. Daarna werd hij officier in de Britse Royal Navy.

Philip Beale is een fellow van de Royal Geographical Society. Hij is lid van de Scientific Exploration Society en hun Honorary Advisory Board. Hij staat ook aan het hoofd van Pioneer Expeditions, een avontuurlijk reis- en natuurbedrijf. 

## Borobudur expeditie
Door afbeeldingen van een schip uit 825 op de Borobudur tempelterrassen in Indonesië raakte Beale in 1982 geïnteresserd om met een gelijkaardig schip naar West-Afrika te zeilen. De 19m lange en 4,25m brede replica die werd gebouwd, noemde hij de Samudra Raksa of de Bewaker van de zee. Hij vertrok in 2003 vanuit Jakarta en zeilde via Madagaskar rond Kaap de Goede Hoop naar West-Afrika om daar in 2004 aan te komen.

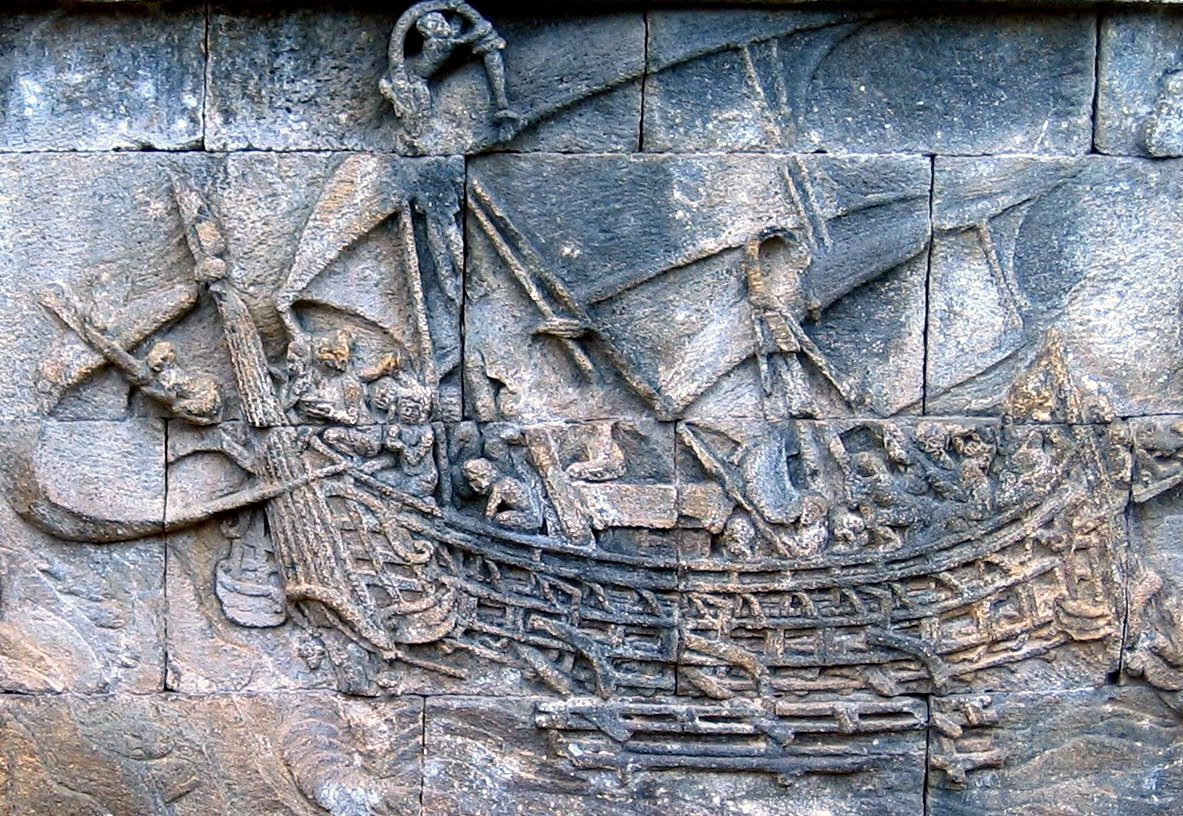
Borobudur schipreliëf
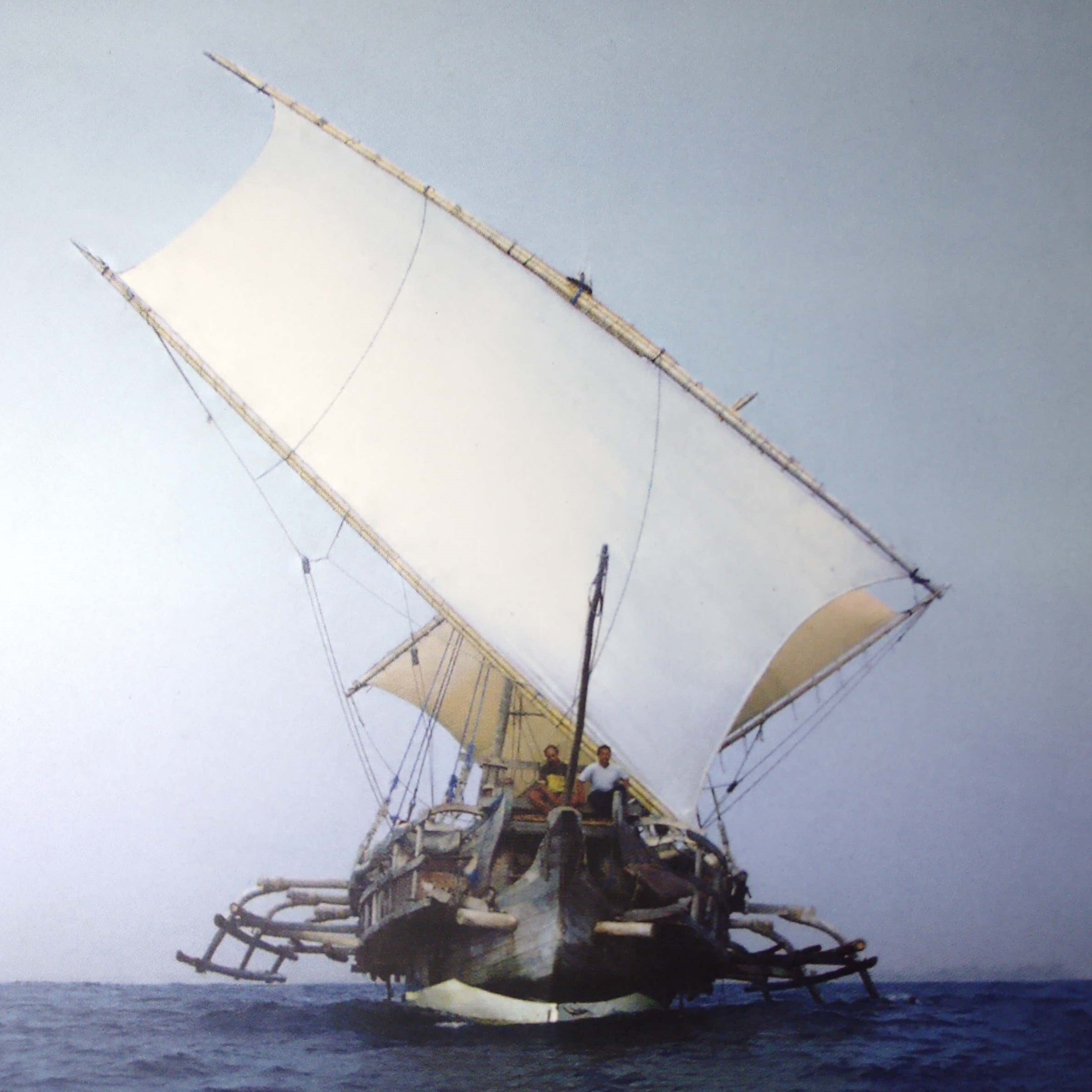
Samudra Raksa
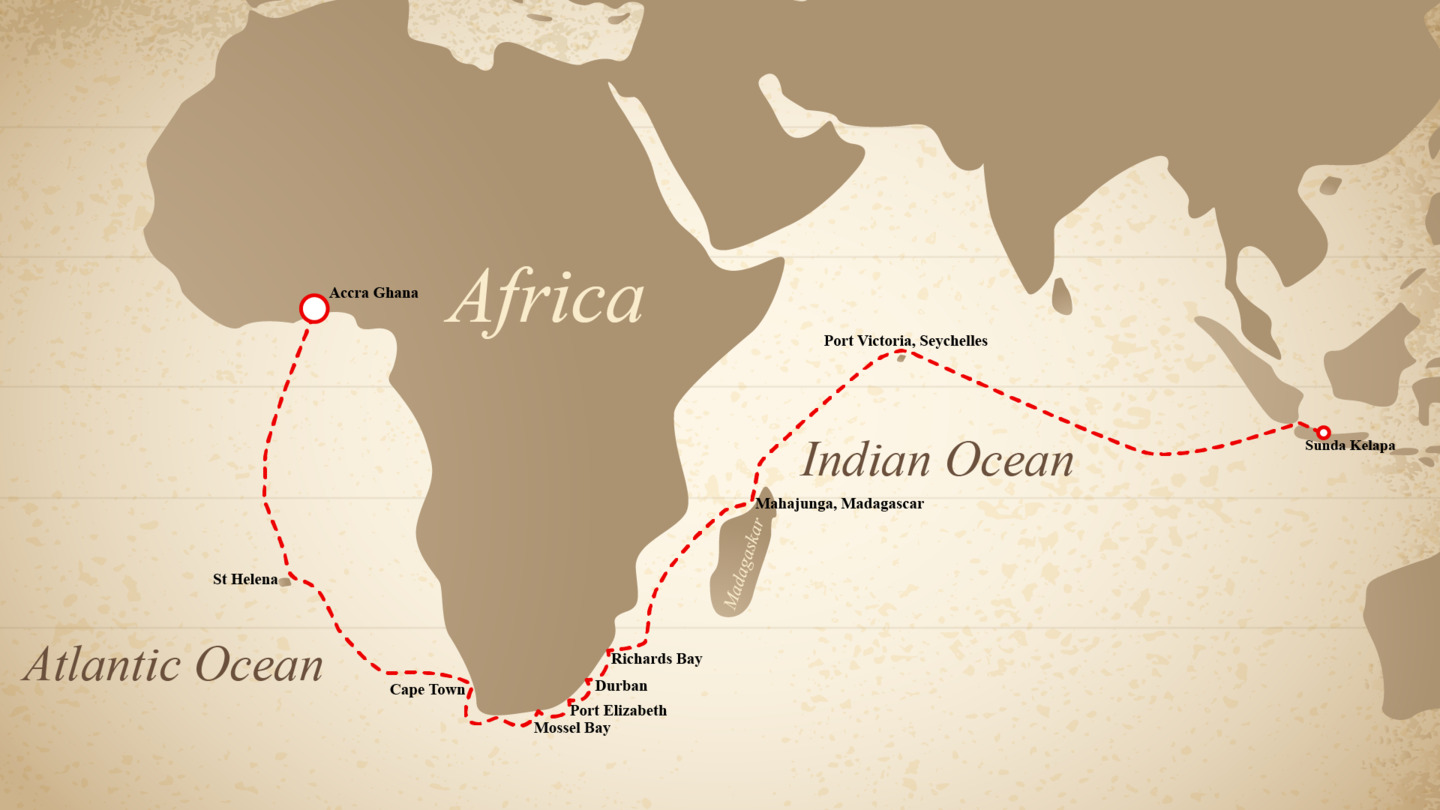
2003-2004 Route

## Fenicische expedities

### Fenicisch schip expeditie
Om te bewijzen dat de Feniciërs rond 600 v. Chr. schepen hadden die de zee condities rond de Afrikaanse kustlijnen aankonden, voer hij met een replica van een Fenicisch schip deze route tussen 2008 en 2010. Hij vertrok in 2008 vanuit Syrië door het Suez Kanaal. Hij rondde de  Hoorn van Afrika en voer dan langs de westkust van Afrika, door de Straat van Gibraltar en over de Middellandse zee tot hij terug in Syrië aanlegde.

### Feniciërs voor Columbus expeditie
Op 28 september 2019 vertrok hij met een replica van een houten Fenicisch zeilschip vanuit Carthago in Tunesië via de Canarische eilanden naar de Dominicaanse Republiek. Hij deed dit om te bewijzen dat de Feniciërs - gekend voor hun lange zeereizen - al honderden jaren voor Christus via de Atlantische Noordequatoriale stroom Amerika konden bereikt hebben.